# Оукфилд (Висконсин)
Оукфилд (енгл. Oakfield) град је у америчкој савезној држави Висконсин.

## Демографија
По попису из 2010. године број становника је 1.075, што је 63 (6,2%) становника више него 2000. године.
| Група             | 2000.       | 2010.         |
| Белци             | 974 (96,2%) | 1.030 (95,8%) |
| Афроамериканци    | 1 (0,1%)    | 2 (0,2%)      |
| Азијати           | 3 (0,3%)    | 4 (0,4%)      |
| Хиспаноамериканци | 29 (2,9%)   | 19 (1,8%)     |
| Укупно            | 1.012       | 1.075         |